# Thaumaleidae
Thaumaleidae  (лат.) — семейство длинноусых двукрылых насекомых. Родственными семействами являются Ceratopogonidae, Chironomidae и Simuliidae.

## Описание
Это маленькие (длиной всего 3—4 мм), коренастые комарики жёлтой или коричневой окраски.

## Распространение
Несколько отдельных видов встречаются в Южном полушарии, в основном это обитатели Голарктики.

## Экология
Личинки обитают в тонких слоях мха на камнях. Имаго не питаются вообще и обычно встречаются среди листвы вблизи берегов водоёмов.

## Классификация
В семействе насчитывают 183 видов из 10 родов.
- Afrothaumalea Stuckenberg, 1960
- Androprosopa Mik, 1898
- Austrothaumalea  Tonnoir, 1927
- †Mesothaumalea  Kovalev, 1989
- Niphta Theischinger, 1986
- Orphnephilina Enderlein, 1936
- Oterere McLellan, 1988
- Protothaumalea Vaillant, 1977
- Thaumalea Ruthe, 1831
- Trichothaumalea Edwards, 1929

## Палеонтология
Древнейший представитель семейства, †Mesothaumalea fossilis,  найден в отложениях титонского яруса юрской системы на территории Читинской области. Отложения датированы возрастом 152,1 — 145,0 млн лет. Другие представители семейства из мезозоя неизвестны.